# Dva metra pod zemljom
Dva metra pod zemljom (eng. Six Feet Under) je američka televizijska serija koju je kreirao i producirao Alan Ball. Serija je s emitiranjem započela na kabelskoj mreži HBO u SAD-u 3. lipnja 2001. godine, a završila 21. kolovoza 2005. godine. Sveukupno je snimljeno i prikazano 5 sezona, odnosno 63 epizode. Seriju su producirali Actual Size Films i The Greenblatt/Janollari Studio, a snimana je na različitim lokacijama u Los Angelesu te u holivudskim studijima. Radnja serije vrti se oko obitelji Fisher koja vodi obiteljsko pogrebno poduzeće u Los Angelesu te oko njihovih prijatelja i ljubavnika. Serija prati živote svih likova kroz pet godina. Glavnu glumačku postavu predvode Peter Krause, Michael C. Hall, Frances Conroy, Lauren Ambrose, Freddy Rodriguez, Mathew St. Patrick i Rachel Griffiths koji portretiraju sedam glavnih likova serije.
Serija Dva metra pod zemljom pobrala je hvalospjeve svjetskih kritičara, pogotovo u glumačkim i scenarističkim kategorijama te se konstantno nalazila u vrhu gledanosti HBO programa. Često je opisivana kao jedna od najboljih serija svih vremena s jednom od najboljih završnih epizoda televizijskih serija u povijesti. Osvojila je mnogobrojna priznanja, uključujući devet prestižnih televizijskih nagrada Emmy, tri nagrade udruženja glumaca, tri nagrade Zlatni Globus i nagradu Peabody.

## Sadržaj serije
Serija započinje dolaskom Nathaniela Fishera, sina tragično preminulog direktora pogrebnog poduzeća, u Los Angeles koji nakon smrti svog oca nevoljko pristaje preuzeti obiteljski posao zajedno sa svojim bratom Davidom. Uz njih dvojicu, obitelj Fisher sastoji se još od udovice (njihove majke) Ruth i najmlađe kćerke (njihove sestre) Claire. Jedini zaposlenik pogrebnog poduzeća koji nije član obitelji je pogrebnik Federico Diaz, oženjeni mladić, otac dvojice mladih sinova. U avionu, na putu do Los Angelesa, Nate upoznaje Brendu Chenowith s kojom ulazi u dugu i vrlo kompliciranu ljubavnu vezu. Brenda ima i bipolarnog brata Billyja. U prvoj epizodi gledatelji također saznaju da je Nateov brat David homoseksualac i da se već neko vrijeme nalazi u sretnoj vezi s Keithom. Tijekom serije njih dvojica nekoliko puta će prekidati i ponovno se vraćati jedan drugome.
S jedne strane serija je konvencionalna obiteljska drama koja se bavi temama kao što su osobne veze, nevjera i religija. S druge strane, serija je posebna po tome što se bavi temom smrti koju istražuje na nekoliko nivoa (osobnom, religijskom i filozofskom). Svaka epizoda počinje sa smrću koja uključuje sve mogućnosti - od utapanja preko srčanog udara pa sve do iznenadne smrti bebe - i upravo ta smrt postavlja temelje radnje svake epizode dopuštajući likovima, s obzirom na trenutne događaje u njihovim životima, da se na neki način poistovjete s istom. Uz sve to, serija također sadržava i velike doze crnog humora i nadrealizma.
Jedna od stvari koja se dosta često ponavlja u seriji su i izmišljeni razgovori s pokojnima; na primjer Nate, David i Federico ponekad "razgovaraju" s osobom koja je umrla na početku epizode dok ju balzamiraju ili tijekom samog sprovoda. Ponekad se razgovori odvijaju i s osobama koje su već ranije umrle, pogotovo s Nathanielom Fisherom (Nateovim, Davidom i Clairinim ocem). Kreator serije Alan Ball objašnjava takve scene kao one koje svatko od nas vodi u svojoj glavi, a koje su u ovoj seriji prikazane eksplicitno.

## Koncept serije
Premda je glavnu radnju serije i same likove kreirao Alan Ball, postoje određene kontroverze oko toga kako je serija zapravo nastala. Prema jednoj teoriji, Ball je izjavio da je osmislio premisu serije nakon smrti svoje sestre i oca. Međutim, u jednom intervjuu rekao je da mu je predsjednica zabavnog programa HBO-a, Carolyn Strauss, predložila ideju o seriji. Zabilježena je i tužba za povredu autorskih prava koju je podnijela scenaristica Gwen O'Donnell, a koja je tvrdila da je upravo ona originalna začetnica ideje serije koju je kasnije Strauss predložila Ballu; Sud u konačnici nije odlučio u njezinu korist. Ball je u jednom intervjuu izjavio: "Kada sam otišao u HBO, nakon što je pročitala prvu verziju scenarija, Carolyn Strauss je rekla: Ovo je jako, jako dobro. Volim likove, volim situacije, ali sve mi se čini suviše sigurnim. Možeš li samu radnju napraviti malo više sjebanom? To u Hollywoodu ne čujete često i sve što sam pomislio u tom trenutku bilo je: Wow!. Sve to dalo mi je volju i želju da istražim mogućnosti još dublje, da pišem što mračnije, da napravim seriju što kompliciranijom."

## Glavne teme serije
Serija Dva metra pod zemljom fokusirana je na ljudski moral i živote onih koji se svakodnevno bave istim. Tijekom razgovora o konceptu serije, kreator Alan Ball elaborirao je pitanja koje je postavila prva epizoda:
Obitelj Fisher služi kao temelj kojim se istražuju ova pitanja u seriji. Tijekom svih 5 sezona, odnosno 63 epizode, glavni likovi doživjet će krize koje će direktno utjecati na njihov životni okoliš. Alan Ball ponovno se poistovjećuje s takvim iskustvima, a također objašnjava i sam naslov serije koji je zapravo stalni podtekst:

## Glumci i likovi

### Glavni likovi
| Glumac             | Lik              | Opis lika               |
| ------------------ | ---------------- | ----------------------- |
| Peter Krause       | Nate Fisher      | Najstariji sin          |
| Michael C. Hall    | David Fisher     | Srednje dijete          |
| Frances Conroy     | Ruth Fisher      | Glava obitelji Fisher   |
| Lauren Ambrose     | Claire Fisher    | Najmlađe dijete         |
| Freddy Rodriguez   | Federico Diaz    | Poslovni partner        |
| Mathew St. Patrick | Keith Charles    | Davidova bolja polovica |
| Rachel Griffiths   | Brenda Chenowith | Nateova bolja polovica  |

### Sporedni likovi
| Glumac            | Lik                    | Sezone | Opis lika |
| ----------------- | ---------------------- | ------ | --- |
| Richard Jenkins   | Nathaniel Fisher, Sr.  | 1–5    | Patrijarh obitelji Fisher, vlasnik pogrebnog poduzeća Fisher & sinovi prije svoje smrti u prometnoj nesreći 2000. godine. Suprug od Ruth; otac Natea, Davida i Claire. |
| Jeremy Sisto      | Billy Chenowith        | 1–5    | Brendin mlađi brat koji ima bipolarni poremećaj; sin Margaret i Bernarda Chenowitha.                                                                                   |
| Justina Machado   | Vanessa Diaz           | 1–5    | medicinska sestra; supruga i djevojka još od srednjoškolskih dana mladog Federica.                                                                                     |
| Joanna Cassidy    | Margaret Chenowith     | 1–5    | Psihologica, majka Brende i Billyja; Bernardova supruga. |
| Tim Maculan       | Otac Jack              | 1–5    | Svećenik u obiteljskoj crkvi koju posjećuju Fisherovi; vodio je Nathanielov sprovod; vjenčao Davida i Keitha.                                                          |
| Eric Balfour      | Gabriel Dimas          | 1–3    | Clairein dečko iz srednje škole koji je bio kronični konzument droga.                                                                                                  |
| Robert Foxworth   | Dr. Bernard Chenowith  | 1–3    | Psihijatar, otac Brende i Billyja; Margaretin suprug. |
| Ed O'Ross         | Nikolai                | 1–2; 5 | Vlasnik cvjećarnice Blossom d'Amour; dečko od Ruth Fisher dok je radila kod njega.                                                                                     |
| Marina Black      | Parker McKenna         | 1–2    | Claireina srednjoškolska prijateljica. |
| David Norona      | Gary Deitman           | 1–2    | Clairein savjetnik. |
| Gary Hershberger  | Matthew Gilardi        | 1–2    | Zaposlenik u velikoj pogrebnoj organizaciji koji pokušava kupiti tvrtku Fisher i sinovi.                                                                               |
| Ed Begley, Jr.    | Hiram Gunderson        | 1; 5   | Nalazio se u vezi s Ruth dok je ona još uvijek bila udata za Nathaniela.                                                                                               |
| Illeana Douglas   | Angela                 | 1; 5   | Privremeno je zamijenila Federica u tvrtci Fisher i sinovi. U konačnici je spavala jednu noć s Federicom.                                                              |
| Patricia Clarkson | Sarah O'Connor         | 2–5    | Mlađa sestra Ruth Fisher, umjetnica koja živi u kanjonu Topanga. |
| Lili Taylor       | Lisa Kimmel Fisher     | 2–5    | Nateova bivša djevojka i cimerica dok je on živio u Seattleu; kasnije njegova prva supruga i majka kćerke Maye.                                                        |
| Aysia Polk        | Taylor                 | 2–3    | Keithova nećakinja koja s njim živi tijekom druge sezone serije. |
| James Cromwell    | George Sibley          | 3–5    | Geolog, profezor; Ruthin drugi suprug. |
| Kathy Bates       | Bettina                | 3–5    | Prijateljica od Sarah Fisher koja postaje dobra prijateljisa s Ruth.                                                                                                   |
| Peter Macdissi    | Olivier Castro-Staal   | 3–5    | Clairein profesor s fakulteta; ljubavnik Margaret Chenowith. |
| Ben Foster        | Russell Corwin         | 3–5    | Clairein prijatelj s fakulteta, a kasnije i (kratkotrajno) dečko. |
| Rainn Wilson      | Arthur Martin          | 3–5    | Mladi internist iz pogrebne škole koji radi za tvrtku Fisher i Diaz kratko vrijeme.                                                                                    |
| Justin Theroux    | Joe                    | 3–4    | Brendin susjed i dečko tijekom četvrte sezone serije. |
| Sprague Grayden   | Anita Miller           | 4–5    | Claireina prijateljica s fakulteta. |
| Peter Facinelli   | Jimmy                  | 4–5    | Umjetnik i Clairein prijtelj s fakulteta te kratkotrajni ljubavnik. |
| Mena Suvari       | Edie                   | 4      | Slobodoumna lezbijka umjetnica, Claireina prijateljica s fakulteta. |
| Tina Holmes       | Maggie Sibley          | 4–5    | Kćerka Georgea Sibleyja. |
| Chris Messina     | Ted Fairwell           | 5      | Odvjetnik iz firme u kojoj je Claire kratkotrajno radila; Clairein dečko tijekom pete sezone.                                                                          |
| Kendre Berry      | Durrell Charles-Fisher | 5      | Davidov i Keithov posvojeni sin. |
| C. J. Sanders     | Anthony Charles-Fisher | 5      | Davidov i Keithov posvojeni sin. |

### Obiteljsko stablo
|                        |                        |                        |                        |                        |                        |  |  |                        |                        |                        |                        |                        |                        |                       |                       |                       |                       |               |               |               |               |             |             |             |             |             |             |             |             |                        |                        |                        |                        |                        |                        |                   |                   |                   |                   |  |  |                    |                    |                    |                    |                    |                    |                    |                    |                    |                    |                    |                    |                    |                    |                    |                    |  |  |  |  |               |               |               |               |               |               |  |  |                               |                               |                               |                               |                               |                               |  |  |
|                        |                        |                        |                        |                        |                        |  |  |                        |                        |                        |                        |                        |                        |                       |                       |                       |                       |               |               |               |               |             |             |             |             |             |             |             |             |                        |                        |                        |                        |                        |                        |                   |                   |                   |                   |  |  |                    |                    |                    |                    |                    |                    |                    |                    |                    |                    |                    |                    |                    |                    |                    |                    |  |  |  |  |               |               |               |               |               |               |  |  |                               |                               |                               |                               |                               |                               |  |  |
|                        |                        |                        |                        |                        |                        |  |  |                        |                        |                        |                        | Nathaniel Fisher, Sr.  | Nathaniel Fisher, Sr.  | Nathaniel Fisher, Sr. | Nathaniel Fisher, Sr. | Nathaniel Fisher, Sr. | Nathaniel Fisher, Sr. |               |               | Ruth Fisher   | Ruth Fisher   | Ruth Fisher | Ruth Fisher | Ruth Fisher | Ruth Fisher |             |             |             |             |                        |                        |                        |                        | Bernard Chenowith      | Bernard Chenowith      | Bernard Chenowith | Bernard Chenowith | Bernard Chenowith | Bernard Chenowith |  |  | Margaret Chenowith | Margaret Chenowith | Margaret Chenowith | Margaret Chenowith | Margaret Chenowith | Margaret Chenowith |                    |                    |                    |                    |                    |                    |                    |                    |                    |                    |  |  |  |  | George Sibley | George Sibley | George Sibley | George Sibley | George Sibley | George Sibley |  |  | Nikad imenovana bivša supruga | Nikad imenovana bivša supruga | Nikad imenovana bivša supruga | Nikad imenovana bivša supruga | Nikad imenovana bivša supruga | Nikad imenovana bivša supruga |  |  |
|                        |                        |                        |                        |                        |                        |  |  |                        |                        |                        |                        | Nathaniel Fisher, Sr.  | Nathaniel Fisher, Sr.  | Nathaniel Fisher, Sr. | Nathaniel Fisher, Sr. | Nathaniel Fisher, Sr. | Nathaniel Fisher, Sr. |               |               | Ruth Fisher   | Ruth Fisher   | Ruth Fisher | Ruth Fisher | Ruth Fisher | Ruth Fisher |             |             |             |             |                        |                        |                        |                        | Bernard Chenowith      | Bernard Chenowith      | Bernard Chenowith | Bernard Chenowith | Bernard Chenowith | Bernard Chenowith |  |  | Margaret Chenowith | Margaret Chenowith | Margaret Chenowith | Margaret Chenowith | Margaret Chenowith | Margaret Chenowith |                    |                    |                    |                    |                    |                    |                    |                    |                    |                    |  |  |  |  | George Sibley | George Sibley | George Sibley | George Sibley | George Sibley | George Sibley |  |  | Nikad imenovana bivša supruga | Nikad imenovana bivša supruga | Nikad imenovana bivša supruga | Nikad imenovana bivša supruga | Nikad imenovana bivša supruga | Nikad imenovana bivša supruga |  |  |
|                        |                        |                        |                        |                        |                        |  |  |                        |                        |                        |                        |                        |                        |                       |                       |                       |                       |               |               |               |               |             |             |             |             |             |             |             |             |                        |                        |                        |                        |                        |                        |                   |                   |                   |                   |  |  |                    |                    |                    |                    |                    |                    |                    |                    |                    |                    |                    |                    |                    |                    |                    |                    |  |  |  |  |               |               |               |               |               |               |  |  |                               |                               |                               |                               |                               |                               |  |  |
|                        |                        |                        |                        |                        |                        |  |  |                        |                        |                        |                        |                        |                        |                       |                       |                       |                       |               |               |               |               |             |             |             |             |             |             |             |             |                        |                        |                        |                        |                        |                        |                   |                   |                   |                   |  |  |                    |                    |                    |                    |                    |                    |                    |                    |                    |                    |                    |                    |                    |                    |                    |                    |  |  |  |  |               |               |               |               |               |               |  |  |                               |                               |                               |                               |                               |                               |  |  |
|                        |                        |                        |                        |                        |                        |  |  |                        |                        |                        |                        |                        |                        |                       |                       |                       |                       |               |               |               |               |             |             |             |             |             |             |             |             |                        |                        |                        |                        |                        |                        |                   |                   |                   |                   |  |  |                    |                    |                    |                    |                    |                    |                    |                    |                    |                    |                    |                    |                    |                    |                    |                    |  |  |  |  |               |               |               |               |               |               |  |  |                               |                               |                               |                               |                               |                               |  |  |
|                        |                        |                        |                        |                        |                        |  |  |                        |                        |                        |                        |                        |                        |                       |                       |                       |                       |               |               |               |               |             |             |             |             |             |             |             |             |                        |                        |                        |                        |                        |                        |                   |                   |                   |                   |  |  |                    |                    |                    |                    |                    |                    |                    |                    |                    |                    |                    |                    |                    |                    |                    |                    |  |  |  |  |               |               |               |               |               |               |  |  |                               |                               |                               |                               |                               |                               |  |  |
| Keith Charles          | Keith Charles          | Keith Charles          | Keith Charles          | Keith Charles          | Keith Charles          |  |  | David Fisher           | David Fisher           | David Fisher           | David Fisher           | David Fisher           | David Fisher           |                       |                       | Claire Fisher         | Claire Fisher         | Claire Fisher | Claire Fisher | Claire Fisher | Claire Fisher |             |             | Nate Fisher | Nate Fisher | Nate Fisher | Nate Fisher | Nate Fisher | Nate Fisher |                        |                        |                        |                        | Brenda Chenowith       | Brenda Chenowith       | Brenda Chenowith  | Brenda Chenowith  | Brenda Chenowith  | Brenda Chenowith  |  |  | Billy Chenowith    | Billy Chenowith    | Billy Chenowith    | Billy Chenowith    | Billy Chenowith    | Billy Chenowith    |                    |                    |                    |                    | Lisa Kimmel Fisher | Lisa Kimmel Fisher | Lisa Kimmel Fisher | Lisa Kimmel Fisher | Lisa Kimmel Fisher | Lisa Kimmel Fisher |  |  |  |  | Maggie Sibley | Maggie Sibley | Maggie Sibley | Maggie Sibley | Maggie Sibley | Maggie Sibley |  |  | Brian Sibley                  | Brian Sibley                  | Brian Sibley                  | Brian Sibley                  | Brian Sibley                  | Brian Sibley                  |  |  |
| Keith Charles          | Keith Charles          | Keith Charles          | Keith Charles          | Keith Charles          | Keith Charles          |  |  | David Fisher           | David Fisher           | David Fisher           | David Fisher           | David Fisher           | David Fisher           |                       |                       | Claire Fisher         | Claire Fisher         | Claire Fisher | Claire Fisher | Claire Fisher | Claire Fisher |             |             | Nate Fisher | Nate Fisher | Nate Fisher | Nate Fisher | Nate Fisher | Nate Fisher |                        |                        |                        |                        | Brenda Chenowith       | Brenda Chenowith       | Brenda Chenowith  | Brenda Chenowith  | Brenda Chenowith  | Brenda Chenowith  |  |  | Billy Chenowith    | Billy Chenowith    | Billy Chenowith    | Billy Chenowith    | Billy Chenowith    | Billy Chenowith    |                    |                    |                    |                    | Lisa Kimmel Fisher | Lisa Kimmel Fisher | Lisa Kimmel Fisher | Lisa Kimmel Fisher | Lisa Kimmel Fisher | Lisa Kimmel Fisher |  |  |  |  | Maggie Sibley | Maggie Sibley | Maggie Sibley | Maggie Sibley | Maggie Sibley | Maggie Sibley |  |  | Brian Sibley                  | Brian Sibley                  | Brian Sibley                  | Brian Sibley                  | Brian Sibley                  | Brian Sibley                  |  |  |
|                        |                        |                        |                        |                        |                        |  |  |                        |                        |                        |                        |                        |                        |                       |                       |                       |                       |               |               |               |               |             |             |             |             |             |             |             |             |                        |                        |                        |                        |                        |                        |                   |                   |                   |                   |  |  |                    |                    |                    |                    |                    |                    |                    |                    |                    |                    |                    |                    |                    |                    |                    |                    |  |  |  |  |               |               |               |               |               |               |  |  |                               |                               |                               |                               |                               |                               |  |  |
|                        |                        |                        |                        |                        |                        |  |  |                        |                        |                        |                        |                        |                        |                       |                       |                       |                       |               |               |               |               |             |             |             |             |             |             |             |             |                        |                        |                        |                        |                        |                        |                   |                   |                   |                   |  |  |                    |                    |                    |                    |                    |                    |                    |                    |                    |                    |                    |                    |                    |                    |                    |                    |  |  |  |  |               |               |               |               |               |               |  |  |                               |                               |                               |                               |                               |                               |  |  |
|                        |                        |                        |                        |                        |                        |  |  |                        |                        |                        |                        |                        |                        |                       |                       |                       |                       |               |               |               |               |             |             |             |             |             |             |             |             |                        |                        |                        |                        |                        |                        |                   |                   |                   |                   |  |  |                    |                    |                    |                    |                    |                    |                    |                    |                    |                    |                    |                    |                    |                    |                    |                    |  |  |  |  |               |               |               |               |               |               |  |  |                               |                               |                               |                               |                               |                               |  |  |
| Anthony Charles-Fisher | Anthony Charles-Fisher | Anthony Charles-Fisher | Anthony Charles-Fisher | Anthony Charles-Fisher | Anthony Charles-Fisher |  |  | Durrell Charles-Fisher | Durrell Charles-Fisher | Durrell Charles-Fisher | Durrell Charles-Fisher | Durrell Charles-Fisher | Durrell Charles-Fisher |                       |                       |                       |                       |               |               |               |               |             |             |             |             |             |             |             |             | Willa Fisher Chenowith | Willa Fisher Chenowith | Willa Fisher Chenowith | Willa Fisher Chenowith | Willa Fisher Chenowith | Willa Fisher Chenowith |                   |                   |                   |                   |  |  |                    |                    |                    |                    |                    |                    | Maya Kimmel Fisher | Maya Kimmel Fisher | Maya Kimmel Fisher | Maya Kimmel Fisher | Maya Kimmel Fisher | Maya Kimmel Fisher |                    |                    |                    |                    |  |  |  |  |               |               |               |               |               |               |  |  |                               |                               |                               |                               |                               |                               |  |  |

## Ekipa iza kamere
Kreator serije je Alan Ball koji je također bio i izvršni producent tijekom cijelog trajanja iste. Robert Greenblatt i David Janollari također su bili izvršni producenti, a jedna od stalnih produkcijskih kompanija je bila The Greenblatt Janollari Studio. Ostali producenti su bili Lori Jo Nemhauser i Robert Del Valle.
Scenaristička ekipa sastojala se od kreatora Alana Balla koji je sveukupno napisao devet epizoda uključujući prvu i posljednju epizodu serije. Scenaristi koji su pisali seriju tijekom njezinog cjelokupnog trajanja su bili Rick Cleveland koji je napisao osam epizoda i postao izvršni producent serije u petoj sezoni; Kate Robin koja je također napisala osam epizoda i postala producentica u petoj sezoni; te Bruce Eric Kaplan koji je napisao sedam epizoda i postao izvršni producent u četvrtoj sezoni. Christian Williams nalazio se u ekipi samo tijekom prve sezone, a autor je dvaju epizoda. Laurence Andries i Christian Taylor napisali su svaki po tri epizode u prve dvije sezone, a također su bili i producenti serije u tom razdoblju. Scott Buck i Jill Soloway pridružili su se seriji u drugoj sezoni i ostali do kraja, a svatko od njih napisao je sedam epizoda. Buck je postao izvršni producent u četvrtoj sezoni, a Soloway u petoj. Posljednji scenaristi koji su se pridružili ekipi bili su Craig Wright i Nancy Oliver tijekom treće sezone. Wright je napisao šest epizoda i u petoj sezoni postao producent serije, a Oliver je napisala pet epizoda i postala ko-producentica u petoj sezoni.
Kreator Alan Ball također je i režirao nekoliko epizoda, uključujući prvu i posljednju epizodu serije. Dan Attias režirao je šest epizoda između druge i pete sezone. Kathy Bates (koja je u seriji također i glumila lik Bettine), Michael Cuesta, Rodrigo Garcia i Jeremy Podeswa režirali su pet epizoda svaki. Michael Engler, Daniel Minahan i Alan Poul (koji je također bio i izvršni producent serije) režirali su četiri epizode svaki. Miguel Arteta režirao je tri epizode dok je Nicole Holofcener režirala dvije. Po jednu epizodu režirali su Peter Care, Alan Caso, Lisa Cholodenko, Allen Coulter, Adam Davidson, Mary Harron, Joshua Marston, Jim McBride, Karen Moncrieff, John Patterson, Matt Shakman, Alan Taylor, Rose Troche i Peter Webber.

## Glazba
Glavnu temu serije iz uvodne špice napisao je skladatelj Thomas Newman za koju je 2002. godine osvojio prestižnu televizijsku nagradu Emmy u kategoriji naslovne glazbene teme te dvije nagrade Grammy 2003. godine za najbolju instrumentalnu glazbu i najbolji instrumentalni aranžman.
Između treće i pete sezone zvuk je miksao Bo Harwood, a za svoj rad nominiran je 2004. godine za nagradu Cinema Audio.
U razdoblju od druge do pete sezone svaka sezona sadržavala je teaser najavu prije vlastite premijere. Pjesme koje su upotrebljavane u tim najavama za sezone su bile "Heaven" skupine Lamb za drugu sezonu; "A Rush of Blood to the Head" skupine Coldplay za treću sezonu; "Feeling Good" u izvedbi Nine Simone za četvrtu sezoonu; "Breathe Me" u izvedbi Sie Furler za petu sezonu (potonja pjesma također je iskorištena i za završnu montažnu sekvencu same serije u posljednjoj epizodi). Sve navedene pjesme nalaze se na oba službena soundtracka serije. 
Glazbeni supervizori tijekom cijelog trajanja serije bili su Gary Calamar i Thomas Golubić koji su također bili i producenti oba soundtracka serije.

## Nagrade i nominacije
Godine 2002. serija Dva metra pod zemljom nominirana je u 11 kategorija prestižne televizijske nagrade Emmy za svoje prve dvije sezone, uključujući i nominaciju u kategoriji najbolje dramske serije. Kreator serije Alan Ball osvojio je nagradu u kategoriji najbolje režije (Pilot epizode), a Patricia Clarkson osvojila je nagradu u kategoriji najbolje gostujuće glumice u dramskoj seriji. Ostatak glumačke postave (Michael C. Hall, Peter Krause, Frances Conroy, Rachel Griffiths, Freddy Rodriguez i Lauren Ambrose) bili su nominirani u različitim glumačkim kategorijama. Gostujuće glumice Lili Taylor i Illeana Douglas također su bile nominirane u svojim kategorijama. Serija je 2003. godine dobila 9 nominacija za nagradu Emmy za svoju treću sezonu uključujući i onu u kategoriji najbolje dramske serije. Peter Krause, Frances Conroy, Lauren Ambrose, Rachel Griffiths, James Cromwell i Kathy Bates su zaradili nominacije u različitim glumačkim kategorijama. Alan Poul nominiran je za najbolju režiju (epizoda Nobody Sleeps), a Craig Wright dobio je nominaciju za najbolji scenarij (epizoda Twilight). Godinu dana kasnije serija je nominirana u dvije najvažnije kategorije - najbolja dramska serija i glavna glumica (Frances Conroy). Za svoju posljednju, petu sezonu serija je nominirana u 6 glavnih kategorija uključujući one za najbolji scenarij i režiju (Alan Ball za posljednju epizodu serije, Everyone's Waiting). Patricia Clarkson ponovno je osvojila nagradu za gostujuću glumicu, a Peter Krause, Frances Conroy i Joanna Cassidy bili su nominirani u različitim glumačkim kategorijama.
Dva metra pod zemljom proglašena je najboljom dramskom serijom 2001. godine na dodjeli Zlatnih globusa, a nominacije u istoj kategoriji ponovila je za drugu i treću sezonu (2002. i 2003. godine). Peter Krause bio je nominiran za najboljeg dramskog glumca 2001. i 2002. godine. Rachel Griffiths osvojila je nagradu Zlatni globus u kategoriji najbolje sporedne glumice u seriji, mini-seriji ili TV-filmu za prvu sezonu (2001. godine), a godinu dana kasnije nominirana je u kategoriji glavne glumice u dramskoj seriji. Frances Conroy osvojila je Zlatni globus za najbolju glumicu u dramskoj seriji 2003. godine za treću sezonu.
Što se nagrade Udruženja glumaca tiče kompletna glumačka postava nagrađena je 2002. i 2003. godine, a dobila je nominacije 2001., 2004. i 2005. godine. Peter Krause bio je nominiran u kategoriji najboljeg glumca u dramskoj seriji 2001. i 2003. godine, a Frances Conroy osvojila je nagradu za najbolju glumicu u dramskoj seriji 2003. godine.

## DVD izdanja
Iako je Nova TV u Hrvatskoj emitirala kompletnu seriju, niti jedna sezona nije izdana na DVD-ovima. Za europsko tržište (2. regija) izdano je svih pet sezona te jedno kolekcionarsko izdanje kompletne serije.
| Sezona | Datum izdanja za Regiju 1 | Datum izdanja za Regiju 2 | Broj epizoda | Broj diskova | Posebni dodaci |
| ------ | ------------------------- | ------------------------- | ------------ | ------------ | --- |
| 1.     | 4. veljače 2003.          | 7. srpnja 2003.           | 13           | 4            | - Dva audio komentara; prilog Under the Main Title; prilog o snimanju serije s glumačkom ekipom i ostalim članovima snimateljske ekipe; izbačene scene; biografije glumaca i redatelja; dva glazbena spota |
| 2.     | 6. srpnja 2004.           | 21. lipnja 2004.          | 13           | 5            | - Pet audio komentara; prilog Anatomy of a Working Stiff: Life as a Dead Body |
| 3.     | 17. svibnja 2005.         | 4. travnja 2005.          | 13           | 5            | - Pet audio komentara; A Birdseye View of the Third Season - iscrpni intervju s kreatorom serije Alanom Ballom koji uključuje i originalnu HBO-ovu najavu treće sezone                                     |
| 4.     | 23. kolovoza 2005.        | 5. rujna 2005.            | 12           | 5            | - Sedam audio komentara; prilog Cut by Cut: Editing Six Feet Under; izbačene scene; ekskluzivni intervju Boba Costasa s glumačkom postavom                                                                 |
| 5.     | 28. ožujka 2006.          | 10. travnja 2006.         | 12           | 5            | - Šest audio komentara; 30-minutna retrospektiva serije Six Feet Under: 2001. – 2005.; prilog Life and Loss: The Impact of Six Feet Under                                                                  |

## Vanjske poveznice
- Dva metra pod zemljom u internetskoj bazi filmova IMDb-a